# Monte San Giacomo
Monte San Giacomo är en ort och kommun i provinsen Salerno i regionen Kampanien i Italien. Kommunen hade 1 550 invånare (2017).